# サーフェシズ
サーフェシズ（英：Surfaces）は、 テキサス州 カレッジステーションを拠点とする米音楽グループ。 ボーカリスト兼ギタリストのフォレスト・フランクとコリン・パダレッキからなる二人組の音楽スタイルは、ジャズ、ソウル、ポップ、レゲエ、カリプソ等の要素が取り入れられてたサウンド。 彼らのデビュー・アルバム、『サーフ』は2017年にリリースされた。 

## 来歴
サーフェシズは2017年に結成。コリン・パダレッキは、高校生の頃に音楽の制作を始め、 テキサス州のカレッジ・ステーションにあるテキサスA＆M大学に通い始めた頃から自身の楽曲をインターネット上にアップロードし始める。そのアップロードされていたトラックをフォレスト・フランクが見つけ、一緒に音楽をレコーディングしたいと連絡したことがバンド結成のきっかけ。フォレストは、シアトルのベイラー大学を卒業したばかりであった。 彼らは、ファースト・アルバム「サーフ」を2017年12月にリリース。アルバムの第3番目のトラック「24 / 7 / 365」はSpotify で3000万以上ものストリーミング数を誇る。  
サーフェシズは Caroline RecordsとTenThousand Projectsと契約を結び、セカンド・アルバム『ウェア・ザ・ライト・イズ』を2019年1月にリリース。 アルバムの7番目のトラック「サンデー・ベスト」は、カナダ、アイルランド、ニュージーランド、オーストラリア、ノルウェー、イギリス、アメリカでトップ40を獲得するヒットとなり、ドイツ、スウェーデン、アメリカ、スイスでもTOP 100入りを果たす。「サンデー・ベスト」は若者を中心に人気のアプリTikTokで注目を集め、現在（2020年5月の時点）Spotifyのストリーミング数は2億7千万を超えている。 ミュージック・ビデオは2019年7月11日にYouTubeで公開され、全米シングル・チャートではTOP 20を記録している。 
2020年2月28日に3枚目のアルバム『ホライゾンズ』をリリース。また、2020年6月にリリースされたシングル「ラーン・トゥ・フライ」はエルトン・ジョンとのコラボレーション曲であり、オンライン上で制作および収録された。  

## ディスコグラフィー

### スタジオ・アルバム
2017年：『Surf (サーフ)』
2019年：『Where the Light Is (ウェア・ザ・ライト・イズ)』
2020年：『Horizons (ホライゾンズ)』

### シングル
2017年：「Be Alright（ビー・オーライト）」
2017年：「Falling（フォーリング）」
2018年：「Low（ロウ）」
2018年：「Shine on Top（シャイン・オン・トップ）」
2018年：「Heaven Falls / Fall on Me（ヘヴン・フォールス / フォール・オン・ミー）」
2019年：「Sunday Best（サンデー・ベスト）」
2019年：「Palm Trees（パーム・ツリーズ）」
2019年：「Take Some Time（テイク・サム・タイム）」
2019年：「Keep It Gold（キープ・イット・ゴールド）」
2019年：「Good Day（グッド・デイ）」
2019年：「Bloom（ブルーム）」
2020年：「Lazy（レイジー）」
2020年：「Sunday Best (release)（サンデー・ベスト [再リリース]）」
2020年：「Learn to Fly (with Elton John)（ラーン・トゥ・フライ [ウィズ エルトン・ジョン]」